# Right Now (Na Na Na)
"Right Now (Na Na Na)" (em português:  Agora) é o primeiro single do terceiro álbum de estúdio do rapper Akon, Freedom.

## Faixas
CD Single de Austrália, França e Nova Zelândia
- Right Now (Na Na Na) (Principal) - 4:06
- Right Now (Na Na Na) (Instrumental) - 4:04

## Videoclipe
O clipe oficial, dirigido por Anthony Mandler, foi lançado em 6 de Novembro de 2008. A música começa um minuto após o início do clipe que tem 5 minutos de duração.

## Desempenho nas paradas
A canção alcançou a primeira posição no Brasil por duas semanas, o nº 3 na Bélgica, em Israel e na Turquia e a 8ª posição nos Estados Unidos.

### Posições
| Paradas (2008/2009)                              | Melhor posição |
| ------------------------------------------------ | -------------- |
| Alemanha - Germany Top 100                       | 44             |
| Austrália - ARIA Charts                          | 17(3s)         |
| Áustria - austriancharts.at                      | 38             |
| Bélgica - ultratop.be (Vl)                       | 7              |
| Bélgica - ultratop.be (Wa)                       | 3              |
| Brasil - Hot 100                                 | 1(2s)          |
| Canadá - Top 100                                 | 7(2s)          |
| China - Top 20                                   | 5              |
| Dinamarca - danishcharts.com                     | 14             |
| Estados Unidos - Billboard Hot 100               | 8              |
| Estados Unidos - Billboard Hot R&B/Hip-Hop Songs | 73             |
| Estados Unidos - Billboard Pop 100               | 10             |
| Europa - EURO 200                                | 9              |
| Europa - Europe Official Top 100                 | 9              |
| Finlândia - finnishcharts.com                    | 16(3s)         |
| França - lescharts.com                           | 8              |
| Irlanda - Top 50 Singles                         | 18             |
| Israel - Parada de Singles                       | 3              |
| Nova Zelândia - charts.org.nz                    | 5              |
| Países Baixos - Dutch Top 40                     | 21             |
| Países Baixos - Dutch Charts                     | 30             |
| Reino Unido - UK Singles Chart                   | 6              |
| Chéquia - Parada de Singles - ČNS IFPI           | 4              |
| Rússia - Airplay Top 100 - tophit.ru             | 6              |
| Suécia - swedishcharts.com                       | 48             |
| Suíça - hitparade.ch                             | 15             |
| Turquia - Top 20                                 | 3              |
| Ucrânia - Top 40                                 | 12             |
| Mundo - Global Track Chart                       | 7              |

### Certificações
| País           | Certificação | Vendas     |
| -------------- | ------------ | ---------- |
| Austrália      | Ouro         | 35.000+    |
| Estados Unidos | Platina      | 1.000.000+ |
| Nova Zelândia  | Ouro         | 7.500+     |